# أبردين (مسيسيبي)
أبردين (بالإنجليزية: Aberdeen, Mississippi)‏ هي مدينة تقع في الولايات المتحدة في مقاطعة مونرو. يقدر عدد سكانها بـ 5,612 نسمة ومساحتها 28.4 كم2 وترتفع عن سطح البحر 73 متر.

## التركيبة السكانية
حدّد مكتب تعداد الولايات المتحدة بيانات التركيبة السكانية لأبردين في تعداد الولايات المتحدة. في ما يلي، التركيبة السكانية حسب تعدادي 2000 و2010.

### تعداد عام 2000
بلغ عدد سكان أبردين 6,415 نسمة بحسب تعداد عام 2000، وبلغ عدد الأسر 2,398 أسرة وعدد العائلات 1,662 عائلة مقيمة في المدينة. في حين سجلت الكثافة السكانية 200.2 نسمة لكل كيلومتر مربع (518.5/ميل2). وبلغ عدد الوحدات السكنية 2,730 وحدة بمتوسط كثافة قدره 85.2 لكل كيلومتر مربع (220.7/ميل2).
وتوزع التركيب العرقي للمدينة بنسبة 38.78% من البيض و60.20% من الأمريكيين الأفارقة و0.09% من الأمريكيين الأصليين و0.39% من الأمريكيين ذوي الأصول الآسيوية و0.05% من سكان جزر المحيط الهادئ و0.06% من الأعراق الأخرى و0.42% من عرقين مختلطين أو أكثر و0.56% من الهسبانيون أو اللاتينيون من أي عرق.
بلغ عدد الأسر 2,398 أسرة كانت نسبة 42.1% منها لديها أطفال تحت سن الثامنة عشر تعيش معهم، وبلغت نسبة الأزواج القاطنين مع بعضهم البعض 35.8% من أصل المجموع الكلي للأسر، ونسبة 29.9% من الأسر كان لديها معيلات من الإناث دون وجود شريك،  بينما كانت نسبة 3.6% من الأسر لديها معيلون من الذكور دون وجود شريكة وكانت نسبة 30.7% من غير العائلات. تألفت نسبة 27.6% من أصل جميع الأسر من عدة أفراد يعيشون في نفس المنزل ونسبة 13.6% كانت تتألف من شخص يعيش بمفرده يبلغ من العمر 65 عاماً أو أكثر. وبلغ متوسط حجم الأسرة المعيشية 2.58، أما متوسط حجم العائلات فبلغ 3.14.
بلغ العمر الوسطي للسكان 34.1 عاماً. وكانت نسبة 29.7% من القاطنين تحت سن الثامنة عشر، وكانت نسبة 8.6% بين الثامنة عشر والرابعة والعشرين عاماً، ونسبة 24.9% كانت واقعةً في الفئة العمرية ما بين الخامسة والعشرين والرابعة والأربعين عاماً، ونسبة 19.5% كانت ما بين الخامسة والأربعين والرابعة والستين، ونسبة 13.5% كانت ضمن فئة الخامسة والستين عاماً فما فوق. يوجد لكل 100 أنثى 79.2 ذكر، ويوجد لكل 100 أنثى في الثامنة عشر من عمرها فما فوق 69.6 ذكر.
بلغ متوسط دخل الأسرة في المدينة 23,530 دولارًا، أما متوسط دخل العائلة فبلغ 27,611 دولارًا. وكان متوسط دخل الذكور 27,857 دولارًا مقابل 17,090 دولارًا للإناث. وسجل دخل الفرد الخاص بالمدينة 11,584 دولارًا. وكانت نسبة 26.2% من العائلات ونسبة 29.6% من السكان تحت خط الفقر، وكان من هؤلاء نسبة 42.2% تحت سن الثامنة عشر ونسبة 26.7% في الخامسة والستين من العمر وما فوق.

### تعداد عام 2010
بلغ عدد سكان أبردين 5,612 نسمة بحسب تعداد عام 2010، وبلغ عدد الأسر 2,162 أسرة وعدد العائلات 1,435 عائلة مقيمة في المدينة. في حين سجلت الكثافة السكانية 175.2 نسمة لكل كيلومتر مربع (453.8/ميل2). وبلغ عدد الوحدات السكنية 2,468 وحدة بمتوسط كثافة قدره 77 لكل كيلومتر مربع (199.4/ميل2).
وتوزع التركيب العرقي للمدينة بنسبة 28.78% من البيض و69.24% من الأمريكيين الأفارقة و0.11% من الأمريكيين الأصليين و0.23% من الأمريكيين ذوي الأصول الآسيوية و0.04% من سكان جزر المحيط الهادئ و0.62% من الأعراق الأخرى و0.98% من عرقين مختلطين أو أكثر و1.02% من الهسبانيون أو اللاتينيون من أي عرق.
بلغ عدد الأسر 2,162 أسرة كانت نسبة 34.8% منها لديها أطفال تحت سن الثامنة عشر تعيش معهم، وبلغت نسبة الأزواج القاطنين مع بعضهم البعض 30% من أصل المجموع الكلي للأسر، ونسبة 31.9% من الأسر كان لديها معيلات من الإناث دون وجود شريك،  بينما كانت نسبة 4.4% من الأسر لديها معيلون من الذكور دون وجود شريكة وكانت نسبة 33.6% من غير العائلات. تألفت نسبة 30.9% من أصل جميع الأسر من عدة أفراد يعيشون في نفس المنزل ونسبة 13.6% كانت تتألف من شخص يعيش بمفرده يبلغ من العمر 65 عاماً أو أكثر. وبلغ متوسط حجم الأسرة المعيشية 2.50، أما متوسط حجم العائلات فبلغ 3.12.
بلغ العمر الوسطي للسكان 36.6 عاماً. وكانت نسبة 25% من القاطنين تحت سن الثامنة عشر، وكانت نسبة 10% بين الثامنة عشر والرابعة والعشرين عاماً، ونسبة 24.4% كانت واقعةً في الفئة العمرية ما بين الخامسة والعشرين والرابعة والأربعين عاماً، ونسبة 24.7% كانت ما بين الخامسة والأربعين والرابعة والستين، ونسبة 15.9% كانت ضمن فئة الخامسة والستين عاماً فما فوق. وتوزع التركيب الجنسي للسكان بنسبة 45.6% ذكور و54.4% إناث.

## أعلام
- جيف فورت
- دواين ويتفيلد
- جيم والدن
- موسى هاردي
- ريغي كيلي
- قاي بوش